# لورا میشل کلی
 لورا میشل کلی (انگلیسی: Laura Michelle Kelly؛ زادهٔ ۴ مارس ۱۹۸۱) یک هنرپیشه، و خواننده اهل بریتانیا است.
از فیلم‌ها یا برنامه‌های تلویزیونی که وی در آن نقش داشته است می‌توان به آرایشگر شیطانی خیابان فلیت اشاره کرد.